# Seventh Avenue South (Jazzclub)
Seventh Avenue South war ein New Yorker Jazzclub der von 1977 bis 1987 bestand.
Der Jazzclub Seventh Avenue South befand sich in Manhattans Viertel Greenwich Village (21 Seventh Avenue South, Ecke Leroy Street) und wurde von den Brüdern und Jazzmusikern Randy und Michael Brecker und Kate Greenfield geführt. Neben den Brecker-Brüdern traten u. a. Mike Mainieri, Teru Nakamura, Mike Stern, Bob Mintzer, Hiram Bullock, Wynton Marsalis Steve Grossman, David Sanborn, Al Foster, Junior Cook und Sal Nistico auf. In dem Club hatte die Gruppe Steps Ahead, Jaco Pastorius Word-of-Mouth-Band sowie die Bob Mintzer Big Band ihre ersten Gigs; außerdem entstanden dort Livemitschnitte  der japanischen Fusionband Native Son, von Jaco Pastorius (Live in New York City), Steps/Steps Ahead, Mike Mainieri und Rory Stuart. Der Club war ein wichtiger Treffpunkt der Jazz- und Studiomusikerszene in New York.